# Constantino (filho de Basílio I)
Constantino (em grego medieval: Κωνσταντῖνος; 859-879) foi um nobre e dinasta do século IX, membro da dinastia macedônica como filho do imperador Basílio I, o Macedônio (r. 867–886) e sua primeira esposa Maria. Irmão de Anastácia e meio-irmão dos imperadores Alexandre (r. 912–913) e Leão VI, o Sábio (r. 886–912), foi coroado coimperador pouco tempo após a ascensão de seu pai e envolveu-se em algumas de suas campanhas no Oriente. Adoeceu ainda jovem, em 879, vindo a falecer de sua enfermidade. Diz-se que sua morte abalou o imperador, pois era seu filho favorito. Foi sepultado na Igreja dos Santos Apóstolos e elevado a posição de santo pelo patriarca Fócio.

## Vida
Constantino nasceu em 859 e era filho de Basílio e sua primeira esposa Maria. Tinha uma possível irmã chamada Anastácia, enquanto teve vários meios-irmãos e irmãs, todos filhos do casamento de seu pai com Eudócia Ingerina: Ana, Helena, Maria, Alexandre, Estêvão e Leão. Nada se sabe sobre ele antes da coroação de seu pai em 867. Por ocasião da procissão de coração de Basílio I, o Macedônio, Constantino, Leão e Ingerina distribuíram moedas de sua propriedade privada ao povo da capital. Ele foi nomeado coimperador entre 5 de novembro de 867 e 12 de fevereiro de 868, talvez 6 de janeiro; em 6 de janeiro de 870, Leão também foi coroado coimperador.
No verão de 869, quando Basílio negociou uma aliança contra os sarracenos do sul da Itália com o imperador Luís II (r. 844–875), um casamento entre Constantino e Irmengarda, filha de Luís, foi planejado, mas a aliança não se materializou e o casamento não ocorreu. Constantino desaparece até 878, quando acompanhou seu pai numa campanha na zona fronteiriça bizantina-árabe, na qual várias fortalezas foram conquistas e subjugadas e Adata foi sitiada. Os locais resistiram com valentia, e diz-se que havia uma profecia que afirmava que a cidade seria tomada por certo Constantino, descendente de Basílio, o que fez o imperador crer que seria seu filho. Os habitantes, contudo, recusaram-se a ceder a Basílio e ele interrompeu o cerco e retornou a Constantinopla.
Quando Basílio conquistou a base dos paulicianos em Tefrique no mesmo ano, Constantino estava presente. Retornaram a capital numa procissão triunfal solene que foi descrita em detalhes no Sobre as Cerimônias de Constantino VII (r. 912–959). Ele foi acometido por grave enfermidade em 879, sucumbindo de sua condição em 3 de setembro, o que atormentou profundamente seu pai; de acordo com Teófanes Continuado, ele era o filho favorito do imperador, o que explica sua canonização pelo patriarca Fócio em 880. Basílio construiria uma igreja e um mosteiro em nome de São Constantino. Segundo o Sobre as Cerimônias, foi sepultado na Igreja dos Santos Apóstolos num sarcófago branco feito de mármore imperial (βασιλικόν). Uma ilustração pictórica de Constantino pode ser encontrada no Códice de Paris gr. 510, um manuscrito iluminado com homílias de Gregório de Nazianzo feito a pedido de Fócio.